# Karim Sonnenahalli, Dod Ballapur
Karim Sonnenahalli là một làng thuộc tehsil Dod Ballapur, huyện Bangalore Rural, bang Karnataka, Ấn Độ.